# 災統合任務部隊
災統合任務部隊（さいとうごうにんむぶたい）は、自衛隊が大規模な災害派遣を実施する際に、必要に応じて編成される部隊。統合任務部隊(Joint Task Force, JTF)の一種であり、迅速かつ効果的な部隊行動のために複数の軍種の部隊が単一の司令部の指揮下に置かれる。

## 概要
災統合任務部隊は、自衛隊法第22条（特別の部隊の編成）に基づいて編成される部隊であり防衛大臣が部隊編成の命令を行う。編成された部隊は、統合幕僚長を通じて、防衛大臣の命令を受ける。2011年の東日本大震災の際に、初めて編成された。この実績を踏まえて、以降の大規模災害では適時編成されるようになった。
2015年に行われた首都直下地震対応の訓練では災首都圏統合任務部隊を編成するとされた。

## 編成事例

### 平成23年東日本大震災災害派遣（JTF-TH）
東日本大震災への災害派遣に際して編成された統合任務部隊は、自衛隊において初めての災統合任務部隊であり、最大規模の統合任務部隊となった。自衛隊は、2011年3月11日の発災日に大規模震災災害派遣を発令していたが、救援兵力増強のため災統合任務部隊の編成を行うこととした。3月14日の北澤俊美防衛大臣の命令（自行災命第6号）により、陸上自衛隊・東北方面総監（君塚栄治陸将）の指揮下に各方面隊・中央即応集団・自衛艦隊・航空総隊などから部隊が集められた。この部隊は、東北方面総監指揮下であったことから災統合任務部隊-東北(Joint Task Force-TOHOKU,JTF-TH)と呼称された。
JTF-THは、初めて三自衛隊が組み入れられたJTFであり、各自衛隊の部隊は陸災部隊・海災部隊・空災部隊としてJTF-TH指揮下に入り、東北地方に災害派遣された。東北方面総監がJTF-TH指揮官となり、陸災部隊は東北方面総監が指揮を取り、海災部隊は横須賀地方総監、空災部隊は航空総隊司令官が指揮を取った。4月1日には、海空自衛隊の増援部隊が追加されている。
JTF-THには、即応予備自衛官等も投入され、その規模は最大時約10万6,000名にもなった。これは自衛隊の現員数約23万人の半数近くにあたる。この規模の部隊が比較的短期間で編成できた背景には、同じく10万人規模の投入を見込んでいた首都直下地震への対処計画を下敷きにした可能性が推測されている。首都直下地震への対処に関する2010年の統合幕僚監部作成資料においては、「東京都23区で震度6弱以上又は東京都23区以外、神奈川県、埼玉県、千葉県において震6強以上の地震の発生を認めた場合、日本全国の各部隊は自動的に統合任務部隊編成準備を開始」するとされ、東部方面総監を災首都圏統合任務部隊指揮官とし、7日間で3自衛隊から10万人を投入する計画が示されていた。
JTF司令部は、東北方面総監部を増強して運用しており、増加幕僚として自衛隊各学校から教官等が派遣されている。
司令部には統合運用のための'海災部隊連絡調整グループ'や'空災部隊連絡調整グループ'や、各部隊調整のため、統合航空統制・調整所、統合輸送調整所、統合通信調整所、民生支援セル等が置かれた。さらに、アメリカ軍のトモダチ作戦との調整のため、日米調整所も設置され、アメリカ軍の統合地上構成部隊(Joint Force Land Component Command, JFLCC)前方司令部調整所と調整を実施した。
JTF-THは災害支援規模の縮小に伴い、7月1日に大臣命令（自行災命第11号）により解組している。これ以降の震災対応災害派遣は、東北方面隊をはじめとする各自衛隊ごとに実施された。
2012年11月に公表された防衛省による「東日本大震災への対応に関する教訓事項（最終とりまとめ）」では、全般的な統合運用の実施は行えたが、各種要領や計画の準備が必要とされ、統合輸送統制所は有用なため早期設置を求めるとされた。宮城県の報告書においても、ヘリコプターの運用調整は、統合任務部隊編成により多数のヘリコプターを有していた自衛隊との調整窓口が一本化されたことは、有用であったと評価されている。
JTF-TH（大規模震災災害派遣）の指揮系統。2011年3月14日時点。
| 防衛大臣   | 防衛大臣   | 防衛大臣   | 防衛大臣   | 防衛大臣   | 防衛大臣   |  |  | 災統合任務部隊指揮官 / 東北方面総監 | 災統合任務部隊指揮官 / 東北方面総監 | 災統合任務部隊指揮官 / 東北方面総監 | 災統合任務部隊指揮官 / 東北方面総監 | 災統合任務部隊指揮官 / 東北方面総監 | 災統合任務部隊指揮官 / 東北方面総監 |                                 |                                 |  |  |              |              |              |              |              |              |
| 防衛大臣   | 防衛大臣   | 防衛大臣   | 防衛大臣   | 防衛大臣   | 防衛大臣   |  |  | 災統合任務部隊指揮官 / 東北方面総監 | 災統合任務部隊指揮官 / 東北方面総監 | 災統合任務部隊指揮官 / 東北方面総監 | 災統合任務部隊指揮官 / 東北方面総監 | 災統合任務部隊指揮官 / 東北方面総監 | 災統合任務部隊指揮官 / 東北方面総監 |                                 |                                 |  |  |              |              |              |              |              |              |
|            |            |            |            |            |            |  |  |                                     |                                     | 陸上自衛隊                          |                                     |                                     |                                     |                                 |                                 |  |  |              |              |              |              |              |              |
| 統合幕僚長 | 統合幕僚長 | 統合幕僚長 | 統合幕僚長 | 統合幕僚長 | 統合幕僚長 |  |  |                                     |                                     | 陸災部隊指揮官 / 東北方面総監       | 陸災部隊指揮官 / 東北方面総監       | 陸災部隊指揮官 / 東北方面総監       | 陸災部隊指揮官 / 東北方面総監       | 陸災部隊指揮官 / 東北方面総監   | 陸災部隊指揮官 / 東北方面総監   |  |  | 東北方面隊   | 東北方面隊   | 東北方面隊   | 東北方面隊   | 東北方面隊   | 東北方面隊   |
| 統合幕僚長 | 統合幕僚長 | 統合幕僚長 | 統合幕僚長 | 統合幕僚長 | 統合幕僚長 |  |  |                                     |                                     |                                     | 陸災部隊指揮官 / 東北方面総監       | 陸災部隊指揮官 / 東北方面総監       | 陸災部隊指揮官 / 東北方面総監       | 陸災部隊指揮官 / 東北方面総監   | 陸災部隊指揮官 / 東北方面総監   |  |  | 東北方面隊   | 東北方面隊   | 東北方面隊   | 東北方面隊   | 東北方面隊   | 東北方面隊   |
|            |            |            |            |            |            |  |  |                                     |                                     |                                     |                                     |                                     |                                     |                                 |                                 |  |  | 増援部隊     |              |              |              |              |              |
|            |            |            |            |            |            |  |  |                                     |                                     | 海上自衛隊                          |                                     |                                     |                                     |                                 |                                 |  |  |              |              |              |              |              |              |
|            |            |            |            |            |            |  |  |                                     |                                     | 海災部隊指揮官 / 横須賀地方総監     | 海災部隊指揮官 / 横須賀地方総監     | 海災部隊指揮官 / 横須賀地方総監     | 海災部隊指揮官 / 横須賀地方総監     | 海災部隊指揮官 / 横須賀地方総監 | 海災部隊指揮官 / 横須賀地方総監 |  |  | 横須賀地方隊 | 横須賀地方隊 | 横須賀地方隊 | 横須賀地方隊 | 横須賀地方隊 | 横須賀地方隊 |
|            |            |            |            |            |            |  |  |                                     |                                     | 海災部隊指揮官 / 横須賀地方総監     | 海災部隊指揮官 / 横須賀地方総監     | 海災部隊指揮官 / 横須賀地方総監     | 海災部隊指揮官 / 横須賀地方総監     | 海災部隊指揮官 / 横須賀地方総監 | 海災部隊指揮官 / 横須賀地方総監 |  |  | 横須賀地方隊 | 横須賀地方隊 | 横須賀地方隊 | 横須賀地方隊 | 横須賀地方隊 | 横須賀地方隊 |
|            |            |            |            |            |            |  |  |                                     |                                     |                                     |                                     |                                     |                                     |                                 |                                 |  |  | 増援部隊     |              |              |              |              |              |
|            |            |            |            |            |            |  |  |                                     |                                     | 航空自衛隊                          |                                     |                                     |                                     |                                 |                                 |  |  |              |              |              |              |              |              |
|            |            |            |            |            |            |  |  |                                     |                                     | 空災部隊指揮官 / 航空総隊司令官     | 空災部隊指揮官 / 航空総隊司令官     | 空災部隊指揮官 / 航空総隊司令官     | 空災部隊指揮官 / 航空総隊司令官     | 空災部隊指揮官 / 航空総隊司令官 | 空災部隊指揮官 / 航空総隊司令官 |  |  | 航空総隊     | 航空総隊     | 航空総隊     | 航空総隊     | 航空総隊     | 航空総隊     |
|            |            |            |            |            |            |  |  |                                     |                                     | 空災部隊指揮官 / 航空総隊司令官     | 空災部隊指揮官 / 航空総隊司令官     | 空災部隊指揮官 / 航空総隊司令官     | 空災部隊指揮官 / 航空総隊司令官     | 空災部隊指揮官 / 航空総隊司令官 | 空災部隊指揮官 / 航空総隊司令官 |  |  | 航空総隊     | 航空総隊     | 航空総隊     | 航空総隊     | 航空総隊     | 航空総隊     |
|            |            |            |            |            |            |  |  |                                     |                                     |                                     |                                     |                                     |                                     |                                 |                                 |  |  | 増援部隊     |              |              |              |              |              |

東北方面隊への増援部隊
北部方面隊、東部方面隊、中部方面隊、西部方面隊、システム通信団、警務隊、陸上自衛隊通信学校、陸上自衛隊需品学校、陸上自衛隊輸送学校
横須賀地方隊への増援部隊
自衛艦隊、呉地方隊、佐世保地方隊、舞鶴地方隊、大湊地方隊、教育航空集団、練習艦隊、システム通信隊群、海上自衛隊警務隊、海上自衛隊潜水医学実験隊、海上自衛隊幹部学校、海上自衛隊第2術科学校、海上自衛隊第3術科学校、海上自衛隊補給本部、自衛隊横須賀病院
航空総隊への増援部隊
航空支援集団、航空教育集団、航空開発実験集団、航空システム通信隊、航空安全管理隊、航空警務隊、航空中央業務隊、航空機動衛生隊、航空自衛隊幹部学校、航空自衛隊補給本部、自衛隊岐阜病院
福島第一原子力発電所事故に対応するため、3月11日には原子力災害派遣命令が発令されていたが、3月17日の防衛大臣の命令（自行災命第8号）により統合運用がなされる原子力災派部隊が編成された。これはJTF-THとは別個の部隊であり、中央即応集団司令官を指揮官に、中央特殊武器防護隊のほか、海空の支援部隊を組み入れている。規模は、最大時で約440名。原子力災害派遣部隊は、東北方面総監と共同の指揮関係になる等の何度かの指揮系統変更を経て、12月26日に大臣命令により、終結している。
原子力災害派遣部隊の指揮系統。2011年3月17日時点。
| 防衛大臣   | 防衛大臣   | 防衛大臣   | 防衛大臣   | 防衛大臣   | 防衛大臣   |  |  | 中央即応集団司令官 | 中央即応集団司令官 | 中央即応集団司令官 | 中央即応集団司令官 | 中央即応集団司令官 | 中央即応集団司令官 |              |              |  |  |
| 防衛大臣   | 防衛大臣   | 防衛大臣   | 防衛大臣   | 防衛大臣   | 防衛大臣   |  |  | 中央即応集団司令官 | 中央即応集団司令官 | 中央即応集団司令官 | 中央即応集団司令官 | 中央即応集団司令官 | 中央即応集団司令官 |              |              |  |  |
|            |            |            |            |            |            |  |  |                    |                    | 陸上自衛隊         |                    |                    |                    |              |              |  |  |
| 統合幕僚長 | 統合幕僚長 | 統合幕僚長 | 統合幕僚長 | 統合幕僚長 | 統合幕僚長 |  |  |                    |                    | 中央即応集団       | 中央即応集団       | 中央即応集団       | 中央即応集団       | 中央即応集団 | 中央即応集団 |  |  |
| 統合幕僚長 | 統合幕僚長 | 統合幕僚長 | 統合幕僚長 | 統合幕僚長 | 統合幕僚長 |  |  |                    |                    | 中央即応集団       | 中央即応集団       | 中央即応集団       | 中央即応集団       | 中央即応集団 | 中央即応集団 |  |  |
|            |            |            |            |            |            |  |  |                    |                    | 増援部隊           |                    |                    |                    |              |              |  |  |
|            |            |            |            |            |            |  |  |                    |                    | 海上自衛隊         |                    |                    |                    |              |              |  |  |
|            |            |            |            |            |            |  |  |                    |                    | 支援部隊           |                    |                    |                    |              |              |  |  |
|            |            |            |            |            |            |  |  |                    |                    |                    |                    |                    |                    |              |              |  |  |
|            |            |            |            |            |            |  |  |                    |                    | 航空自衛隊         |                    |                    |                    |              |              |  |  |
|            |            |            |            |            |            |  |  |                    |                    | 支援部隊           |                    |                    |                    |              |              |  |  |
|            |            |            |            |            |            |  |  |                    |                    |                    |                    |                    |                    |              |              |  |  |

### 平成25年台風第26号災害派遣（JTF-椿）
2013年10月11日に発生した平成25年台風第26号により甚大な被害を被った伊豆大島の復興及び後続の平成25年台風第27号による二次災害の未然防止を目的として防衛省は10月20日に「平成25年（2013年）台風第26号に対する災害派遣の実施に関する自衛隊行動命令（自行災命第15号（25.10.20 2149））を発令した。陸上自衛隊は10月16日より災害派遣されていたが、災害個所が離島であるため、所要の人員器材の輸送支援のためには海空の部隊による輸送力増強が必要とされた。東部方面総監（磯部晃一陸将）を長とする災統合任務部隊（「伊豆大島災統合任務部隊」通称・JTF-椿（大島町の名産品であるツバキに由来））が編成され、同指揮下に海上自衛隊横須賀地方隊、航空自衛隊航空支援集団などが組み入れられ救援活動を行った。2013年11月8日に発令された「平成25年（2013年）台風第26号に対する災害派遣の終結に関する自衛隊行動命令」により編成解組した。最大規模は人員約1,650名。
JTF-椿の指揮系統。
| 防衛大臣   | 防衛大臣   | 防衛大臣   | 防衛大臣   | 防衛大臣   | 防衛大臣   |  |  | 伊豆大島災統合任務部隊指揮官 / 東部方面総監 | 伊豆大島災統合任務部隊指揮官 / 東部方面総監 | 伊豆大島災統合任務部隊指揮官 / 東部方面総監 | 伊豆大島災統合任務部隊指揮官 / 東部方面総監 | 伊豆大島災統合任務部隊指揮官 / 東部方面総監 | 伊豆大島災統合任務部隊指揮官 / 東部方面総監 |                                             |                                             |  |  |              |              |              |              |              |              |
| 防衛大臣   | 防衛大臣   | 防衛大臣   | 防衛大臣   | 防衛大臣   | 防衛大臣   |  |  | 伊豆大島災統合任務部隊指揮官 / 東部方面総監 | 伊豆大島災統合任務部隊指揮官 / 東部方面総監 | 伊豆大島災統合任務部隊指揮官 / 東部方面総監 | 伊豆大島災統合任務部隊指揮官 / 東部方面総監 | 伊豆大島災統合任務部隊指揮官 / 東部方面総監 | 伊豆大島災統合任務部隊指揮官 / 東部方面総監 |                                             |                                             |  |  |              |              |              |              |              |              |
|            |            |            |            |            |            |  |  |                                             |                                             | 陸上自衛隊                                  |                                             |                                             |                                             |                                             |                                             |  |  |              |              |              |              |              |              |
| 統合幕僚長 | 統合幕僚長 | 統合幕僚長 | 統合幕僚長 | 統合幕僚長 | 統合幕僚長 |  |  |                                             |                                             | 伊豆大島陸災部隊指揮官 / 東部方面総監       | 伊豆大島陸災部隊指揮官 / 東部方面総監       | 伊豆大島陸災部隊指揮官 / 東部方面総監       | 伊豆大島陸災部隊指揮官 / 東部方面総監       | 伊豆大島陸災部隊指揮官 / 東部方面総監       | 伊豆大島陸災部隊指揮官 / 東部方面総監       |  |  | 東部方面隊   | 東部方面隊   | 東部方面隊   | 東部方面隊   | 東部方面隊   | 東部方面隊   |
| 統合幕僚長 | 統合幕僚長 | 統合幕僚長 | 統合幕僚長 | 統合幕僚長 | 統合幕僚長 |  |  |                                             |                                             |                                             | 伊豆大島陸災部隊指揮官 / 東部方面総監       | 伊豆大島陸災部隊指揮官 / 東部方面総監       | 伊豆大島陸災部隊指揮官 / 東部方面総監       | 伊豆大島陸災部隊指揮官 / 東部方面総監       | 伊豆大島陸災部隊指揮官 / 東部方面総監       |  |  | 東部方面隊   | 東部方面隊   | 東部方面隊   | 東部方面隊   | 東部方面隊   | 東部方面隊   |
|            |            |            |            |            |            |  |  |                                             |                                             |                                             |                                             |                                             |                                             |                                             |                                             |  |  | 増援部隊     |              |              |              |              |              |
|            |            |            |            |            |            |  |  |                                             |                                             | 海上自衛隊                                  |                                             |                                             |                                             |                                             |                                             |  |  |              |              |              |              |              |              |
|            |            |            |            |            |            |  |  |                                             |                                             | 伊豆大島海災部隊指揮官 / 横須賀地方総監     | 伊豆大島海災部隊指揮官 / 横須賀地方総監     | 伊豆大島海災部隊指揮官 / 横須賀地方総監     | 伊豆大島海災部隊指揮官 / 横須賀地方総監     | 伊豆大島海災部隊指揮官 / 横須賀地方総監     | 伊豆大島海災部隊指揮官 / 横須賀地方総監     |  |  | 横須賀地方隊 | 横須賀地方隊 | 横須賀地方隊 | 横須賀地方隊 | 横須賀地方隊 | 横須賀地方隊 |
|            |            |            |            |            |            |  |  |                                             |                                             | 伊豆大島海災部隊指揮官 / 横須賀地方総監     | 伊豆大島海災部隊指揮官 / 横須賀地方総監     | 伊豆大島海災部隊指揮官 / 横須賀地方総監     | 伊豆大島海災部隊指揮官 / 横須賀地方総監     | 伊豆大島海災部隊指揮官 / 横須賀地方総監     | 伊豆大島海災部隊指揮官 / 横須賀地方総監     |  |  | 横須賀地方隊 | 横須賀地方隊 | 横須賀地方隊 | 横須賀地方隊 | 横須賀地方隊 | 横須賀地方隊 |
|            |            |            |            |            |            |  |  |                                             |                                             |                                             |                                             |                                             |                                             |                                             |                                             |  |  | 増援部隊     |              |              |              |              |              |
|            |            |            |            |            |            |  |  |                                             |                                             | 航空自衛隊                                  |                                             |                                             |                                             |                                             |                                             |  |  |              |              |              |              |              |              |
|            |            |            |            |            |            |  |  |                                             |                                             | 伊豆大島空災部隊指揮官 / 航空支援集団司令官 | 伊豆大島空災部隊指揮官 / 航空支援集団司令官 | 伊豆大島空災部隊指揮官 / 航空支援集団司令官 | 伊豆大島空災部隊指揮官 / 航空支援集団司令官 | 伊豆大島空災部隊指揮官 / 航空支援集団司令官 | 伊豆大島空災部隊指揮官 / 航空支援集団司令官 |  |  | 航空支援集団 | 航空支援集団 | 航空支援集団 | 航空支援集団 | 航空支援集団 | 航空支援集団 |
|            |            |            |            |            |            |  |  |                                             |                                             | 伊豆大島空災部隊指揮官 / 航空支援集団司令官 | 伊豆大島空災部隊指揮官 / 航空支援集団司令官 | 伊豆大島空災部隊指揮官 / 航空支援集団司令官 | 伊豆大島空災部隊指揮官 / 航空支援集団司令官 | 伊豆大島空災部隊指揮官 / 航空支援集団司令官 | 伊豆大島空災部隊指揮官 / 航空支援集団司令官 |  |  | 航空支援集団 | 航空支援集団 | 航空支援集団 | 航空支援集団 | 航空支援集団 | 航空支援集団 |
|            |            |            |            |            |            |  |  |                                             |                                             |                                             |                                             |                                             |                                             |                                             |                                             |  |  | 増援部隊     |              |              |              |              |              |

東部方面隊への増援部隊
東北方面隊、中央即応集団、中央管制気象隊、システム通信団、警務隊、中央情報隊、中央会計隊、中央輸送業務隊、中央業務支援隊、自衛隊体育学校、陸上自衛隊幹部学校、陸上自衛隊高射学校、陸上自衛隊航空学校、陸上自衛隊施設学校、陸上自衛隊通信学校、陸上自衛隊武器学校、陸上自衛隊需品学校、陸上自衛隊輸送学校、陸上自衛隊小平学校、陸上自衛隊衛生学校、陸上自衛隊高等工科学校、自衛隊中央病院、陸上自衛隊研究本部、陸上自衛隊補給統制本部
横須賀地方隊への増援部隊
自衛艦隊、呉地方隊、佐世保地方隊、舞鶴地方隊、大湊地方隊、システム通信隊群、自衛隊横須賀病院、海上自衛隊補給本部
航空支援集団への増援部隊
航空総隊、航空教育集団、航空開発実験集団、航空システム通信隊、航空機動衛生隊、航空中央業務隊、航空自衛隊幹部学校、航空自衛隊補給本部

### 平成28年熊本地震災統合任務部隊（JTF-鎮西）
2016年4月14日21時26分頃に熊本地方で発生した震度7の地震を発端とする群発地震（平成28年熊本地震）の被害を受け、防衛省は陸上自衛隊西部方面総監（小川清史陸将）を長とする災統合任務部隊（通称・JTF-鎮西、鎮西は九州の雅称）の編成命令を発令した。2016年4月17日までに2万5,000人態勢に増員すると報じられ、西部方面隊を主力に海上自衛隊佐世保地方隊、航空自衛隊西部航空方面隊などが組み入れられ、即応予備自衛官に対しても招集命令が発令された（即応予備自衛官の実任務投入はJTF-THに次いで2例目）。
2016年5月9日14時43分に発令された「平成28年熊本地震に対する大規模震災災害派遣の終結等に関する自衛隊行動命令」に基づき災統合任務部隊の編成が解組された。
JTF-鎮西の指揮系統
| 防衛大臣   | 防衛大臣   | 防衛大臣   | 防衛大臣   | 防衛大臣   | 防衛大臣   |  |  | 災統合任務部隊指揮官/西部方面総監 | 災統合任務部隊指揮官/西部方面総監 | 災統合任務部隊指揮官/西部方面総監 | 災統合任務部隊指揮官/西部方面総監 | 災統合任務部隊指揮官/西部方面総監 | 災統合任務部隊指揮官/西部方面総監 |              |              |  |  |
| 防衛大臣   | 防衛大臣   | 防衛大臣   | 防衛大臣   | 防衛大臣   | 防衛大臣   |  |  | 災統合任務部隊指揮官/西部方面総監 | 災統合任務部隊指揮官/西部方面総監 | 災統合任務部隊指揮官/西部方面総監 | 災統合任務部隊指揮官/西部方面総監 | 災統合任務部隊指揮官/西部方面総監 | 災統合任務部隊指揮官/西部方面総監 |              |              |  |  |
|            |            |            |            |            |            |  |  |                                   |                                   | 陸上自衛隊                        |                                   |                                   |                                   |              |              |  |  |
| 統合幕僚長 | 統合幕僚長 | 統合幕僚長 | 統合幕僚長 | 統合幕僚長 | 統合幕僚長 |  |  |                                   |                                   | 西部方面総監                      | 西部方面総監                      | 西部方面総監                      | 西部方面総監                      | 西部方面総監 | 西部方面総監 |  |  |
| 統合幕僚長 | 統合幕僚長 | 統合幕僚長 | 統合幕僚長 | 統合幕僚長 | 統合幕僚長 |  |  |                                   |                                   | 西部方面総監                      | 西部方面総監                      | 西部方面総監                      | 西部方面総監                      | 西部方面総監 | 西部方面総監 |  |  |
|            |            |            |            |            |            |  |  |                                   |                                   | 海上自衛隊                        |                                   |                                   |                                   |              |              |  |  |
|            |            |            |            |            |            |  |  |                                   |                                   | 佐世保地方総監                    |                                   |                                   |                                   |              |              |  |  |
|            |            |            |            |            |            |  |  |                                   |                                   |                                   |                                   |                                   |                                   |              |              |  |  |
|            |            |            |            |            |            |  |  |                                   |                                   | 航空自衛隊                        |                                   |                                   |                                   |              |              |  |  |
|            |            |            |            |            |            |  |  |                                   |                                   | 西部航空方面隊司令官              |                                   |                                   |                                   |              |              |  |  |
|            |            |            |            |            |            |  |  |                                   |                                   |                                   |                                   |                                   |                                   |              |              |  |  |

### 令和元年台風19号災統合任務部隊（笑顔と故郷を取り戻すために JTF）
2019年10月12日から13日にかけ、令和元年東日本台風（台風19号）の上陸により、東部方面区・東北方面区において大規模な広域水害が発生。13日16時、河野太郎防衛大臣より陸上総隊司令官（髙田克樹陸将）を指揮官とする統合任務部隊が編成された。陸上総隊発足後初の統合任務部隊である。通称号の設定はなく、「笑顔と故郷を取り戻すために JTF」をスローガンとし、またSNSでの広報におけるハッシュタグとして活用した。人員は最大約3万1,000千名。
任務統合部隊は東日本台風に加え、接近前に千葉県に被害を及ぼした令和元年房総半島台風（台風15号）被災地での活動、および台風通過後に千葉県・福島県に被害を及ぼした10月24日～10月26日の大雨の被災地での活動についても対処を実施した。2019年11月8日に解組が命令され、活動を終了した。
災統合任務部隊の指揮系統
| 防衛大臣   | 防衛大臣   | 防衛大臣   | 防衛大臣   | 防衛大臣   | 防衛大臣   |  |  | 災統合任務部隊指揮官/陸上総隊司令官 | 災統合任務部隊指揮官/陸上総隊司令官 | 災統合任務部隊指揮官/陸上総隊司令官 | 災統合任務部隊指揮官/陸上総隊司令官 | 災統合任務部隊指揮官/陸上総隊司令官 | 災統合任務部隊指揮官/陸上総隊司令官 |                           |                           |  |  |
| 防衛大臣   | 防衛大臣   | 防衛大臣   | 防衛大臣   | 防衛大臣   | 防衛大臣   |  |  | 災統合任務部隊指揮官/陸上総隊司令官 | 災統合任務部隊指揮官/陸上総隊司令官 | 災統合任務部隊指揮官/陸上総隊司令官 | 災統合任務部隊指揮官/陸上総隊司令官 | 災統合任務部隊指揮官/陸上総隊司令官 | 災統合任務部隊指揮官/陸上総隊司令官 |                           |                           |  |  |
|            |            |            |            |            |            |  |  |                                     |                                     | 陸上自衛隊                          |                                     |                                     |                                     |                           |                           |  |  |
| 統合幕僚長 | 統合幕僚長 | 統合幕僚長 | 統合幕僚長 | 統合幕僚長 | 統合幕僚長 |  |  |                                     |                                     | 陸災東方部隊/東部方面総監           | 陸災東方部隊/東部方面総監           | 陸災東方部隊/東部方面総監           | 陸災東方部隊/東部方面総監           | 陸災東方部隊/東部方面総監 | 陸災東方部隊/東部方面総監 |  |  |
| 統合幕僚長 | 統合幕僚長 | 統合幕僚長 | 統合幕僚長 | 統合幕僚長 | 統合幕僚長 |  |  |                                     |                                     | 陸災東方部隊/東部方面総監           | 陸災東方部隊/東部方面総監           | 陸災東方部隊/東部方面総監           | 陸災東方部隊/東部方面総監           | 陸災東方部隊/東部方面総監 | 陸災東方部隊/東部方面総監 |  |  |
|            |            |            |            |            |            |  |  |                                     |                                     | 陸災東北方部隊/東北方面総監         |                                     |                                     |                                     |                           |                           |  |  |
|            |            |            |            |            |            |  |  |                                     |                                     |                                     |                                     |                                     |                                     |                           |                           |  |  |
|            |            |            |            |            |            |  |  |                                     |                                     | 海上自衛隊                          |                                     |                                     |                                     |                           |                           |  |  |
|            |            |            |            |            |            |  |  |                                     |                                     | 海災部隊/横須賀地方総監             |                                     |                                     |                                     |                           |                           |  |  |
|            |            |            |            |            |            |  |  |                                     |                                     |                                     |                                     |                                     |                                     |                           |                           |  |  |
|            |            |            |            |            |            |  |  |                                     |                                     | 航空自衛隊                          |                                     |                                     |                                     |                           |                           |  |  |
|            |            |            |            |            |            |  |  |                                     |                                     | 空災部隊/航空総隊司令官             |                                     |                                     |                                     |                           |                           |  |  |
|            |            |            |            |            |            |  |  |                                     |                                     |                                     |                                     |                                     |                                     |                           |                           |  |  |

### 令和6年能登半島地震災害派遣
2024年（令和6年）1月1日16時10分に石川県能登地方で震度7の地震が発生した。1月2日、朝に開かれた幹部会議において木原稔防衛大臣は陸上自衛隊中部方面総監（堀井泰蔵陸将）を長とする統合任務部隊の編成を発令した。この災統合任務部隊は2月2日に解組している。